# Liste der Einträge im National Register of Historic Places im Hubbard County

Lage des Hubbard County in Minnesota

Die Liste der Einträge im National Register of Historic Places im Hubbard County in Minnesota führt alle Bauwerke und historischen Stätten im Hubbard County auf, die in das National Register of Historic Places aufgenommen wurden.

## Legende
| NRHP | Historic Place    |
| HD   | Historic District |

## Aktuelle Einträge
| [ 2 ] | Name                                               | Bild                      | Eintragsdatum        | Lage                                                                     | Ort                 | Beschreibung |
| ----- | -------------------------------------------------- | ------------------------- | -------------------- | ------------------------------------------------------------------------ | ------------------- | --- |
| 1     | Hubbard County Courthouse                          | Hubbard County Courthouse | 1984 ID-Nr. 84001475 | 3rd Street Ecke Court Street 46° 55′ 12″ N, 95° 3′ 49,6″ W               | Park Rapids         | Im Jahr 1900 errichtetes Gerichts- und Verwaltungsgebäude                                                               |
| 2     | Itasca State Park                                  | Itasca State Park         | 1973 ID-Nr. 73000972 | Rund 35 km nördlich von Park Rapids am US 71 47° 11′ 38″ N, 95° 13′ 3″ W | Lake Alice Township | 1905–1942 errichtete Einrichtungen des State Parks; der Park erstreckt sich bis in das Clearwater und das Becker County |
| 3     | Louis J. Moser House                               | Louis J. Moser House      | 1979 ID-Nr. 79001250 | Abseits der County Road 90 47° 4′ 7″ N, 94° 54′ 3″ W                     | Nevis               | 1907 errichtetes Blockhaus; früher als Anglerhütte genutzt                                                              |
| 4     | Park Rapids Jail                                   | Park Rapids Jail          | 1988 ID-Nr. 88002053 | 205 West 2nd Street 46° 55′ 16,3″ N, 95° 3′ 38,3″ W                      | Park Rapids         | 1901 errichtetes Gefängnis                                                                                              |
| 5     | Shell River Prehistoric Village and Mound District |                           | 1973 ID-Nr. 73000980 | Adresse nicht veröffentlicht                                             | Park Rapids         | Archäologische Stätte mit Fundstücken aus präkolumbischer Zeit                                                          |

## Frühere Einträge
| [ 2 ] | Name                  | Bild | Eintragsdatum        | Lage                                                         | Ort         | Beschreibung                                                                        |
| ----- | --------------------- | ---- | -------------------- | ------------------------------------------------------------ | ----------- | ----------------------------------------------------------------------------------- |
| 1     | Hubbard Lodge No. 130 |      | 1988 ID-Nr. 88000194 | Abseits des County Highway 6 46° 55′ 18,5″ N, 95° 3′ 30,3″ W | Park Rapids | 1991 durch Brandstiftung zerstört und zwei Jahre später aus dem Register gestrichen |